# Avenida de Baleares
La avenida de Baleares es una vía urbana del este de la ciudad de Valencia que conecta el interior de la ciudad con el puerto de Valencia. Es totalmente rectilínea y paralela a la principal vía de comunicación de la ciudad con el puerto, la avenida del Puerto, y paralela también a la avenida de los Naranjos, la avenida de Blasco Ibáñez y la avenida de Francia.
Su numeración se inicia en sentido de oeste a este, pero el sentido de la circulación de los vehículos es en sentido único de este a oeste, es decir, desde el puerto hasta el interior de la ciudad.
Tomando como referencia su numeración, la avenida se inicia en la rotonda del cruce de la calle de Eduardo Boscá con el paseo de la Alameda y el puente del Ángel Custodio, y finaliza al llegar a la calle Ibiza y al inicio de la calle Joan Verdeguer. Atraviesa por tanto de oeste a este el distrito de Caminos al Grao, cruzando parte del barrio de Peñarroja a su inicio para luego dejarlo en el sur, mientras deja al norte una parte del barrio de Camino Hondo y de La Cruz del Grao. 

## Nombre
Toma su nombre de las islas Baleares, archipiélago vecino frente a las costas valencianas. Además por su proximidad a la mar (800 metros) está dedicada como otras calles de los alrededores a islas o archipiélagos.

## Historia
La avenida discurre por el trazado aproximado del antiguo Camino Hondo del Grao, pero de forma más rectilínea y ordenada. Con el soterramiento de las vías del ferrocarril por la calle Ibiza y la calle Serrería en 1991 se conectó en la calle de Joan Verdeguer, haciendo así un perfecto corredor que comunicaba el puerto con el interior de la ciudad. La avenida creció en relevancia cuando en 2005 la avenida del Puerto fue reformada con motivo de la 32.ª edición de la Copa América de vela que se disputaría en 2007, y fue transformada en sentido único en dirección al puerto de Valencia. Este motivo provocó que todo el tráfico de vehículos en sentido contrario (del puerto hacia el centro de la ciudad) eligiera la conexión Joan Verdeguer-Baleares, en sentido único hacia el oeste.

## Elementos importantes
En el centro de la rotonda donde se inicia la avenida se encuentra una escultura en bronce "Homenaje al Libro" del artista castellonense Joan García Ripollés. Muy cerca se encuentra el hotel "Beatriz Rey Don Jaime" de 4 estrellas y las instalaciones de la "Sporting Club de Tenis Valencia". Más adelante encontramos el "Conservatorio de música José Iturbi" y dos institutos de secundaria.

## Transportes
Dan servicio a diferentes tramos de la avenida las línies 1, 18, 19, 35, 40, 89, 90, N9, N89 y N90 de la EMT de Valencia.